# Самсонов, Тимофей Петрович
Тимофей Петрович Самсонов (Бабий) (1888—1955) — российский революционер, партийный и советский работник, сотрудник госбезопасности, организатор кинопроизводства.

## Биография
Родился в украинской крестьянской семье, занимался самообразованием. До 1902 года учился в 3-классной начальной земской сельской школе. В 1906 году окончил Хотинское уездное училище, затем учился в Хотинском реальном училище. Работал в хозяйстве отца, затем батрак, подпасок у кулака с апреля 1898 по сентябрь 1902 года. Вернулся работать в хозяйстве отца на время учёбы с сентября 1902 по октябрь 1906 года.
С 1906 года – член РСДРП, в 1907—1918 годах – член Партии анархо-синдикалистов, с 1919 года – член РКП(б).
В сентябре 1906 года был арестован. С октября 1906 по январь 1907 года сидел в тюрьме в Хотине, был выпущен под залог. С января по сентябрь 1907 года вел подпольную революционную работу в Хотине. В начале 1907 года организовал летучий отряд анархистов «Разрушай и созидай». С сентября по декабрь 1907 года находился на нелегальном положении в Каменец-Подольске. В декабре 1907 года был арестован в Хотине, сидел в Хотинской тюрьме, где познакомился с Г. И. Котовским, с января 1908 по 1909 год сидел в тюрьме в Каменец-Подольске. В мае 1909 года был осуждён в Одессе на пять лет тюрьмы и вечную ссылку в Сибирь. С мая 1909 по июль 1910 года сидел в Александровском централе в Красноярске и Иркутске, с июля 1910 по август 1914 года отбывал ссылку в Киренском уезде, где был плотником, грузчиком, горным рабочим. С 1914 года проживал в Бодайбо, был арестован за «антигосударственную деятельность среди ссыльных». С августа 1914 по февраль 1915 года – грузчик во Владивостоке.
В 1915 году через Владивосток бежал в Китай, откуда через Японию, Индию, Алжир и Испанию эмигрировал в Англию. Проживал в Ливерпуле, с июня 1915 по апрель 1917 года работал грузчиком в порту, стал членом профсоюза транспортных рабочих в Ливерпуле, одним из организаторов «Союза русских моряков» в Англии. Член местной анархо-коммунистической организации, в апреле 1917 года был арестован в Ливерпуле после выступления на митинге и осуждён на каторжные работы. С апреля по октябрь 1917 года сидел в тюрьме в Ливерпуле, затем каторга была заменена на высылку из Англии.
В октябре 1917 вернулся в Россию, в Архангельске был арестован и отправлен на Урал. С ноября 1917 по май 1918 года работал председателем биржи труда в Челябинске. С 1918 года – член Челябинского Совета, затем в Регистрационном отделе 3-й армии на Восточном фронте Гражданской войны. С 1919 года – начальник Особого отдела ВЧК 3-й армии Восточного фронта, начальник Особого отдела и член коллегии Московской губернской ЧК. В 1919—1920 годах – начальник Регистрационного отдела Полевого штаба РВСР. В 1920—1923 годах – начальник Секретного отдела ВЧК при СНК РСФСР (в дальнейшем ГПУ НКВД РСФСР, ОГПУ при СНК СССР).
В 1923—1924 годах – заместитель начальника Белорусско-Балтийской железной дороги.
В 1924—1927 годах – начальник Отчётно-ревизионного отдела ВСНХ СССР. В 1927—1935 годах – управляющий делами ЦК ВКП(б), одновременно в 1932—1934 годах – заведующий Учётным отделом ЦК ВКП(б).
В 1935—1936 годах – директор киностудии Межрабпомфильм. В 1936—1938 годах – управляющий делами исполкома Коминтерна. В 1938 году был арестован, но не осуждён. В 1940 году вышел на свободу.
С 1941 по июль 1942 года – директор Московского протезного завода (Первый российский протезный завод Металлист), на котором в годы Великой Отечественной войны выпускались гранаты.
С июля 1942 по декабрь 1944 года – заместитель директора Всесоюзной книжной палаты. С декабря 1944 по июль 1945 года – политредактор Главлита наркомпроса РСФСР, с августа 1945 по июнь 1949 года – заведующий отделом классиков марксизма-ленинизма Госполитиздата, с июня 1949 по 1955 год – помощник директора Государственного издательства политической литературы по кадрам. В 1955 году в 67 лет вышел на пенсию и через 2 месяца умер, похоронен на Новодевичьем кладбище.

### Семья
Жена — Ева Константиновна Морозова (1900—1981), дочь рабочего. С 1917 года машинистка в ВЧК (где познакомилась с мужем). В 1928 году вступила в ВКП(б), работала в Железнодорожном райкоме партии: инструктор, заведующий отделом агитации и пропаганды. В 1941—1942 годах была в эвакуации в Челябинской области, затем вновь работала в райкоме, заведовала партийным кабинетом Министерства путей сообщения СССР. В браке родились сын Тимофей и дочь Татьяна.

### Награды
- орден Красного Знамени (1921);
- знак Почётный работник ВЧК-ГПУ (V) № 21 в 1922;
- знак Почётный работник ВЧК-ГПУ (XV) в 1932;
- две медали;
- револьвер «Маузер» в 1927.

## Публикации
- Вне закона: [Автобиогр. повесть]. — Москва: Моск. т-во писателей, 1933. — 215 с.
- Незавершённая историческая повесть о Д. Кантемире.
- Автор многочисленных публикаций в печати — статей, воспоминаний.